# ARPC5
ARPC5‏ (Actin related protein 2/3 complex subunit 5) هوَ بروتين يُشَفر بواسطة جين ARPC5 في الإنسان.